# Margaret Furse
Margaret Furse, właściwie Alice Margaret Watts (ur. 18 lutego 1911; zm. 8 lipca 1974 w Londynie) – brytyjska kostiumografka filmowa. Sześciokrotnie nominowana do Oscara za najlepsze kostiumy. Statuetkę otrzymała raz za film Anna tysiąca dni (1969) Charlesa Jarrotta.

## Filmografia
- 1948: Oliver Twist
- 1950: The Mudlark
- 1952: Karmazynowy pirat (The Crimson Pirate)
- 1954: Milioner bez grosza (The Million Pound Note)
- 1955: Ryszard III (Richard III)
- 1958: Gospoda Szóstego Dobrodziejstwa (The Inn of the Sixth Happiness)
- 1960: Synowie i kochankowie (Sons and Lovers)
- 1964: Becket
- 1964: Strzał w ciemności (A Shot in the Dark)
- 1965: Powrót z popiołów (Return from the Ashes)
- 1966: Cień olbrzyma (Cast a Giant Shadow)
- 1968: Lew w zimie (The Lion in Winter)
- 1968: Wielka Katarzyna (Great Catherine)
- 1969: Anna tysiąca dni (Anne of the Thousand Days)
- 1969: Zbereźnik (Sinful Davey)
- 1970: Opowieść wigilijna (Scrooge)
- 1971: Maria, królowa Szkotów (Mary, Queen of Scots)
- 1973: Delikatna równowaga (A Delicate Balance)